# Vitis lowii
Vitis lowii är en vinväxtart som beskrevs av Joseph Dalton Hooker. Vitis lowii ingår i släktet vinsläktet, och familjen vinväxter. Inga underarter finns listade i Catalogue of Life.